# Hydroptila armathai
Hydroptila armathai är en nattsländeart som beskrevs av Schmid 1959. Hydroptila armathai ingår i släktet Hydroptila och familjen smånattsländor. Inga underarter finns listade i Catalogue of Life.